# 17 (număr)
17 (șaptesprezece) este un număr natural precedat de 16 și urmat de 18.

## În matematică
- Este al șaptelea număr prim.
- Este un număr prim bun.[1][2]
- Este un număr prim circular.[3][4]
- Este un număr prim Eisenstein fără parte imaginară și partea reală de forma 3n − 1.[5]
- Este un număr prim lung.[6][7]
- Este un număr prim permutabil.[8]
- Este un număr prim Pierpont.[9][10]
- Este un număr prim Ramanujan.[11][12]
- Este un număr prim Solinas.[13][14]
- Este un număr prim Stern.[15][16]
- Este un număr prim tare.[17][18]
- Este un număr prim trunchiabil la stânga.[19][20]
- Formează o pereche de numere prime gemene cu 19[21] și formează o pereche de numere prime verișoare cu 13 (diferența dintre cele două numere este de patru unități).[22]
- Este un număr Leyland[23] și un prim Leyland.[24]
- Este un număr mirp (sau prim reversibil), deoarece nu este palindromic și inversul său, 71, este tot număr prim.[25]
- Este al treilea prim Fermat, fiind de forma 22n + 1, unde n = 2.[26] Din acest motiv, un heptadecagon regulat poate fi construit cu rigla și compasul, fapt demonstrat de Carl Friedrich Gauss.[27]
- Este al 6-lea exponent prim Mersenne, formând 131071.
- Este primul număr care poate fi scris ca suma unui cub pozitiv și a unui pătrat pozitiv în două moduri diferite; cu alte cuvinte, 17 este cea mai mică valoare pentru care ecuația x3 + y2 = n are două soluții întregi pozitive distincte x și y (soluțiile fiind (1,4) sau (2,3)). Următorul număr care prezintă această proprietate este is 65.
- Este singurul număr prim care poate fi scris ca suma a patru numere prime consecutive: 17 = 2 + 3 + 5 + 7. Toate celelalte combinații de 4 prime consecutive însumate dau mereu un număr compus, ne-prim, divizibil cu 2.

## În știință și tehnologie
- Este numărul atomic al clorului.[28]
- Grupa a 17-a din tabelul periodic al elementelor este grupa halogenilor și conține elementele chimice fluor, clor, brom, iod, astatin și oganesson.
- Este numărul de particule elementare din modelul standard utilizat în fizică.[29]

### Astronomie
- NGC 17 este o galaxie spirală în constelația Balena.
- Messier 17 (Nebuloasa Omega) este o nebuloasă de emisie din constelația Săgetătorul.
- 17 Thetis este o planetă minoră.
- 17P/Holmes este o cometă periodică, descoperită de astronomul Edwin Holmes.

## În gramatică
- În limba catalană, 17 este primul număr care se denumește compus (disset). Numerele de la 11 (onze) la 16 (setze) au nume proprii.
- În limba franceză, 17 este primul număr care se denumește compus (dix-sept). Numerele de la 11 (onze) la 16 (seize) au nume proprii.
- În limba italiană, 17 este primul număr care se denumește compus (diciassette). Numerele de la 11 (undici) la 16 (sedici) au nume proprii.

## În alte domenii
Șaptesprezece este:
- descris de către MIT ca 'cel mai puțin aleatoriu număr', conform Jargon File;[30] repetate studii au arătat faptul că dacă se cere alegerea unui număr de la 1 la 20, 17 este ales cel mai frecvent.[31]
- numărul de silabe dintr-un haiku (repartizate 5 + 7 + 5).
- În Regatul Unit, 17 ani este vârsta minimă de la care se poate urma școala de șoferi.